# Список птахів Мадагаскару
Це перелік видів птахів, зафіксованих на території Мадагаскару. Мадагаскар — острівна держава, розташована біля південно-східного узбережжя Африки. Через тривалу ізольованість від континенту (внаслідок руху тектонічних плит Мадагаскар відокремився від Африки близько 150 млн років тому і від Індії близько 90 млн років тому) орнітофіуна Мадагаскару містить багато ендемічних видів. Загалом авіфауна Мадагаскару налічує 310 видів, з яких 109 видів є ендемічними, а ще кілька зустрічаються, крім Мадагаскару, лише на сусідніх Коморських островах. 2 види вважаються вимерлими, а ще 36 перебувають під загрозою вимирання. 7 видів були інтродуковані людьми.

## Гусеподібні(Anseriformes)
Родина: Качкові (Anatidae)
| Українська назва             | Біноміальна назва       | Статус                        | Статус МСОП |
| ---------------------------- | ----------------------- | ----------------------------- | ----------- |
| Свистач білоголовий          | Dendrocygna viduata     | Звичайний, гніздовий          | LC          |
| Свистач рудий                | Dendrocygna bicolor     | Рідкісний, гніздовий          | LC          |
| Стромярка                    | Thalassornis leuconotus | Рідкісний, гніздовий          | LC          |
| Качка шишкодзьоба            | Sarkidiornis melanotos  | Локально поширений, гніздовий | LC          |
| Чирянка-крихітка африканська | Nettapus auritus        | Звичайний, гніздовий          | LC          |
| Чирянка жовтощока            | Spatula hottentota      | Локально поширений, гніздовий | LC          |
| Крижень мадагаскарський      | Anas melleri            | Рідкісний, гніздовий          | EN          |
| Крижень звичайний            | Anas platyrhynchos      | Інтродукований                | LC          |
| Шилохвіст червонодзьобий     | Anas erythrorhyncha     | Звичайний, гніздовий          | LC          |
| Чирянка мадагаскарська       | Anas bernieri           | Рідкісний, гніздовий          | EN          |
| Попелюх мадагаскарський      | Aythya innotata         | Повторно відкритий            | CR          |

## Куроподібні(Galliformes)
Родина: Цесаркові (Numididae)
| Українська назва | Біноміальна назва | Статус               | Статус МСОП |
| ---------------- | ----------------- | -------------------- | ----------- |
| Цесарка рогата   | Numida meleagris  | Звичайний, гніздовий | LC          |

Родина: Фазанові (Phasianidae)
| Українська назва       | Біноміальна назва          | Примітки             | Статус МСОП |
| ---------------------- | -------------------------- | -------------------- | ----------- |
| Куріпка мадагаскарська | Margaroperdix madagarensis | Рідкісний, гніздовий | LC          |
| Перепілка звичайна     | Coturnix coturnix          | Рідкісний, гніздовий | LC          |
| Перепілка-арлекін      | Coturnix delegorguei       | Рідкісний, залітний  | LC          |

## Фламінгоподібні(Phoenicopteriformes)
Родина: Фламінгові (Phoenicopteridae)
| Українська назва | Біноміальна назва     | Статус                    | Статус МСОП |
| ---------------- | --------------------- | ------------------------- | ----------- |
| Фламінго рожевий | Phoenicopterus roseus | Звичаний, іноді гніздовий | LC          |
| Фламінго малий   | Phoenicopterus minor  | Рідкісний, залітний       | NT          |

## Пірникозоподібні(Podicipediformes)
Родина: Пірникозові (Podicipedidae)
| Українська назва         | Біноміальна назва       | Статус                        | Статус МСОП |
| ------------------------ | ----------------------- | ----------------------------- | ----------- |
| Пірникоза алаотрська     | Tachybaptus rufolavatus | Вимерлий                      | EX          |
| Пірникоза мала           | Tachybaptus ruficollis  | Локально поширений, гніздовий | LC          |
| Пірникоза мадагаскарська | Tachybaptus pelzelnii   | Рідкісний, гніздовий          | EN          |

## Голубоподібні(Columbiformes)
Родина: Голубові (Columbidae)
| Українська назва       | Біноміальна назва            | Статус | Статус МСОП |
| ---------------------- | ---------------------------- | ------ | ----------- |
| Голуб сизий            | Columba livia                |        | LC          |
| Горлиця мадагаскарська | Nesoenas picturatus          |        | LC          |
| Горлиця капська        | Oena capensis                |        | LC          |
|                        | Geopelia striata             |        | LC          |
| Вінаго малагасійський  | Treron australis             |        | LC          |
|                        | Alectroenas madagascariensis |        | LC          |

## Mesitornithiformes
Родина: Роутелові (Mesitornithidae)
| Українська назва   | Біноміальна назва    | Статус                        | Статус МСОП |
| ------------------ | -------------------- | ----------------------------- | ----------- |
| Роутело білогрудий | Mesitornis variegata | Локально поширений, гніздовий | VU          |
| Роутело бурий      | Mesitornis unicolor  | Рідкісний, гніздовий          | VU          |
| Монія              | Monias benschi       | Рідкісний, гніздовий          | VU          |

## Рябкоподібні(Pterocliformes)
Родина: Рябкові (Pteroclidae)
| Українська назва      | Біноміальна назва    | Статус | Статус МСОП |
| --------------------- | -------------------- | ------ | ----------- |
| Рябок мадагаскарський | Pterocles personatus |        | LC          |

## Зозулеподібні(Cuculiformes)
Родина: Зозулеві (Cuculidae)
| Українська назва       | Біноміальна назва     | Статус   | Статус МСОП |
| ---------------------- | --------------------- | -------- | ----------- |
| Коуа чубатий           | Coua cristata         |          | LC          |
| Коуа малий             | Coua verreauxi        |          | LC          |
| Коуа синій             | Coua caerulea         |          | LC          |
| Коуа рудоголовий       | Coua ruficeps         |          | LC          |
| Коуа рудолобий         | Coua reynaudii        |          | LC          |
| Коуа східний           | Coua coquereli        |          | LC          |
| Коуа вохристогорлий    | Coua cursor           |          | LC          |
| Коуа великий           | Coua gigas            |          | LC          |
| Коуа біловолий         | Coua delalandei       | Вимерлий | EX          |
| Коуа рудоволий         | Coua serriana         |          | LC          |
| Коукал мадагаскарський | Centropus toulou      |          | LC          |
| Зозуля товстодзьоба    | Pachycoccyx audeberti |          | LC          |
| Зозуля мадагаскарська  | Cuculus rochii        |          | LC          |

## Дрімлюгоподібні(Caprimulgiformes)
Родина: Дрімлюгові (Caprimulgidae)
| Українська назва         | Біноміальна назва            | Статус | Статус МСОП |
| ------------------------ | ---------------------------- | ------ | ----------- |
| Дрімлюга мангровий       | Gactornis enarratus          |        | LC          |
| Дрімлюга мадагаскарський | Caprimulgus madagascariensis |        | LC          |

## Серпокрильцеподібні(Apodiformes)
Родина: Серпокрильцеві (Apodidae)
| Українська назва             | Біноміальна назва     | Статус                      | Статус МСОП |
| ---------------------------- | --------------------- | --------------------------- | ----------- |
| Голкохвіст мадагаскарський   | Zoonavena grandidieri | Широко поширений, гніздовий | LC          |
| Серпокрилець білочеревий     | Apus melba            | Широко поширений, гніздовий | LC          |
| Серпокрилець капський        | Apus barbatus         |                             | LC          |
| Серпокрилець коморський      | Apus balstoni         | Широко поширений, гніздовий | LC          |
| Серпокрилець малий           | Apus affinis          | Недавний колоніст           | LC          |
| Серпокрилець мадагаскарський | Cypsiurus gracilis    | Широко поширений, гніздовий | LC          |

## Журавлеподібні(Gruiformes)
Родина: Sarothruridae
| Українська назва                   | Біноміальна назва     | Статус                        | Статус МСОП |
| ---------------------------------- | --------------------- | ----------------------------- | ----------- |
| Пастушок-сіродзьоб мадагаскарський | Mentocrex kioloides   |                               | LC          |
|                                    | Mentocrex beankaensis | Локально поширений, гніздовий | NT          |
| Погонич мадагаскарський            | Sarothrura insularis  |                               | LC          |
| Погонич тонкодзьобий               | Sarothrura watersi    |                               | EN          |

Родина: Пастушкові (Rallidae)
| Українська назва         | Біноміальна назва          | Статус              | Статус МСОП |
| ------------------------ | -------------------------- | ------------------- | ----------- |
| Пастушок мадагаскарський | Rallus madagascariensis    |                     | VU          |
| Пастушок білогорлий      | Dryolimnas cuvieri         |                     | LC          |
| Деркач лучний            | Crex crex                  | Рідкісний, залітний | LC          |
| Погонич звичайний        | Porzana porzana            | Рідкісний, залітний | LC          |
| Курочка водяна           | Gallinula chloropus        |                     | LC          |
| Лиска африканська        | Fulica cristata            |                     | LC          |
| Султанка африканська     | Porphyrio alleni           |                     | LC          |
| Султанка зеленоспинна    | Porphyrio madagascariensis |                     |             |
| Погонич малий            | Zapornia parva             | Рідкісний, залітний | LC          |
| Погонич-крихітка         | Zapornia pusilla           |                     | LC          |
| Багновик мадагаскарський | Zapornia olivieri          |                     | EN          |

## Сивкоподібні(Charadriiformes)
Родина: Чоботарові (Recurvirostridae)
| Українська назва           | Біноміальна назва      | Статус               | Статус МСОП |
| -------------------------- | ---------------------- | -------------------- | ----------- |
| Кулик-довгоніг чорнокрилий | Himantopus himantopus  | Поширений, гніздовий | LC          |
| Чоботар синьоногий         | Recurvirostra avosetta | Рідкісний, залітний  | LC          |

Родина: Сивкові (Charadriidae)
| Українська назва         | Біноміальна назва        | Статус              | Статус МСОП |
| ------------------------ | ------------------------ | ------------------- | ----------- |
| Сивка морська            | Pluvialis squatarola     |                     | LC          |
| Сивка бурокрила          | Pluvialis fulva          | Рідкісний, залітний | LC          |
| Пісочник монгольський    | Charadrius mongolus      | Рідкісний, залітний | LC          |
| Пісочник товстодзьобий   | Charadrius leschenaultii |                     | LC          |
| Пісочник-пастух          | Charadrius pecuarius     |                     | LC          |
| Пісочник великий         | Charadrius hiaticula     |                     | LC          |
| Пісочник мадагаскарський | Charadrius thoracicus    |                     | VU          |
| Пісочник малий           | Charadrius dubius        | Рідкісний, залітний | LC          |
| Пісочник білобровий      | Charadrius tricollaris   |                     | LC          |
| Пісочник білолобий       | Charadrius marginatus    |                     | LC          |
| Пісочник довгоногий      | Charadrius veredus       |                     | LC          |

Родина: Мальованцеві (Rostratulidae)
| Українська назва           | Біноміальна назва       | Статус | Статус МСОП |
| -------------------------- | ----------------------- | ------ | ----------- |
| Мальованець афро-азійський | Rostratula benghalensis |        | LC          |

Родина: Яканові (Jacanidae)
| Українська назва     | Біноміальна назва       | Статус | Статус МСОП |
| -------------------- | ----------------------- | ------ | ----------- |
| Якана мадагаскарська | Actophilornis albinucha |        | NT          |

Родина: Баранцеві (Scolopacidae)
| Українська назва         | Біноміальна назва      | Статус              | Статус МСОП |
| ------------------------ | ---------------------- | ------------------- | ----------- |
| Кульон середній          | Numenius phaeopus      |                     | LC          |
| Кульон великий           | Numenius arquata       |                     | NT          |
| Грицик малий             | Limosa lapponica       |                     | NT          |
| Грицик великий           | Limosa limosa          |                     | NT          |
| Крем'яшник звичайний     | Arenaria interpres     |                     | LC          |
| Брижач                   | Calidris pugnax        |                     | LC          |
| Побережник гострохвостий | Calidris acuminata     | Рідкісний, залітний | LC          |
| Побережник червоногрудий | Calidris ferruginea    |                     | NT          |
| Побережник білий         | Calidris alba          |                     | LC          |
| Побережник малий         | Calidris minuta        |                     | LC          |
| Жовтоволик               | Calidris subruficollis | Рідкісний, залітний | NT          |
| Побережник арктичний     | Calidris melanotos     |                     | LC          |
| Баранець мадагаскарський | Gallinago macrodactyla |                     | VU          |
| Мородунка                | Xenus cinereus         |                     | LC          |
| Плавунець круглодзьобий  | Phalaropus lobatus     | Рідкісний, залітний | LC          |
| Набережник палеарктичний | Actitis hypoleucos     |                     | LC          |
| Коловодник лісовий       | Tringa ochropus        |                     | LC          |
| Коловодник великий       | Tringa nebularia       |                     | LC          |
| Коловодник ставковий     | Tringa stagnatilis     |                     | LC          |
| Коловодник болотяний     | Tringa glareola        |                     | LC          |

Родина: Триперсткові (Turnicidae)
| Українська назва          | Біноміальна назва  | Статус               | Статус МСОП |
| ------------------------- | ------------------ | -------------------- | ----------- |
| Триперстка мадагаскарська | Turnix nigricollis | Звичайний, гніздовий | LC          |

Родина: Крабоїдові (Dromadidae)
| Українська назва | Біноміальна назва | Статус             | Статус МСОП |
| ---------------- | ----------------- | ------------------ | ----------- |
| Крабоїд          | Dromas ardeola    | Звичаний, залітний | LC          |

Родина: Дерихвостові (Glareolidae)
| Українська назва          | Біноміальна назва   | Статус              | Статус МСОП |
| ------------------------- | ------------------- | ------------------- | ----------- |
| Дерихвіст забайкальський  | Glareola maldivarum | Рідкісний, залітний | LC          |
| Дерихвіст мадагаскарський | Glareola ocularis   |                     | VU          |

Родина: Поморникові (Stercorariidae)
| Українська назва       | Біноміальна назва        | Статус              | Статус МСОП |
| ---------------------- | ------------------------ | ------------------- | ----------- |
| Поморник антарктичний  | Stercorarius maccormicki | Рідкісний, залітний | LC          |
| Поморник фолклендський | Stercorarius antarcticus |                     | LC          |
| Поморник середній      | Sterocorarius pomarinus  | Рідкісний, залітний | LC          |
| Поморник довгохвостий  | Stercorarius longicaudus | Рідкісний, залітний | LC          |

Родина: Мартинові (Laridae)
| Українська назва      | Біноміальна назва             | Статус              | Статус МСОП |
| --------------------- | ----------------------------- | ------------------- | ----------- |
| Мартин сіроголовий    | Chroicocephalus cirrocephalus |                     | LC          |
| Мартин аденський      | Ichthyaetus hemprichii        | Рідкісний, залітний | LC          |
| Мартин домініканський | Larus dominicanus             |                     | LC          |
| Крячок бурий          | Anous stolidus                |                     | LC          |
| Крячок тонкодзьобий   | Anous tenuirostris            |                     | LC          |
| Крячок строкатий      | Onychoprion fuscatus          |                     | LC          |
| Крячок бурокрилий     | Onychoprion anaethetus        |                     | LC          |
| Крячок малий          | Sternula albifrons            | Рідкісний, залітний | LC          |
| Крячок мекранський    | Sternula saundersi            |                     | LC          |
| Крячок чорнодзьобий   | Gelochelidon nilotica         | Рідкісний, залітний | LC          |
| Крячок каспійський    | Hydroprogne caspia            |                     | LC          |
| Крячок чорний         | Chlidonias niger              | Рідкісний, залітний | LC          |
| Крячок білокрилий     | Chlidonias leucopterus        |                     | LC          |
| Крячок білощокий      | Chlidonias hybrida            |                     | LC          |
| Крячок рожевий        | Sterna dougallii              |                     | LC          |
| Крячок індонезійський | Sterna sumatrana              |                     | LC          |
| Крячок річковий       | Sterna hirundo                |                     | LC          |
| Крячок жовтодзьобий   | Thalasseus bergii             |                     | LC          |
| Крячок рябодзьобий    | Thalasseus sandvicensis       |                     | LC          |
| Крячок бенгальський   | Thalasseus bengalensis        |                     | LC          |

## Фаетоноподібні(Phaethontiformes)
Родина: Фаетонові (Phaethontidae)
| Українська назва      | Біноміальна назва   | Статус               | Статус МСОП |
| --------------------- | ------------------- | -------------------- | ----------- |
| Фаетон білохвостий    | Phaethon lepturus   | Рідкісний, гніздовий | LC          |
| Фаетон червонодзьобий | Phaethon aethereus  | Рідкісний, залітний  | LC          |
| Фаетон червонохвостий | Phaethon rubricauda | Рідкісний, гніздовий | LC          |

## Пінгвіноподібні(Sphenisciformes)
Родина: Пінгвінові (Spheniscidae)
| Українська назва | Біноміальна назва   | Статус              | Статус МСОП |
| ---------------- | ------------------- | ------------------- | ----------- |
| Пінгвін чубатий  | Eudyptes chrysocome | Рідкісний, залітний | VU          |
|                  | Eudyptes moseleyi   | Рідкісний, залітний | EN          |

## Буревісникоподібні(Procellariiformes)
Родина: Альбатросові (Diomedeidae)
| Українська назва         | Біноміальна назва        | Статус              | Статус МСОП |
| ------------------------ | ------------------------ | ------------------- | ----------- |
| Альбатрос індоокеанський | Thalassarche carteri     |                     | EN          |
| Альбатрос баунтійський   | Thalassarche salvini     | Рідкісний, залітний | VU          |
| Альбатрос чорнобровий    | Thalassarche melanophrys | Рідкісний, залітний | EN          |
| Альбатрос мандрівний     | Diomedea exulans         |                     | VU          |

Родина: Океанникові (Oceanitidae)
| Українська назва    | Біноміальна назва   | Статус              | Статус МСОП |
| ------------------- | ------------------- | ------------------- | ----------- |
| Океанник Вільсона   | Oceanites oceanicus | Звичайний, залітний | LC          |
| Океанник білобровий | Pelagodroma marina  | Рідкісний, залітний | LC          |
| Фрегета білочерева  | Fregetta grallaria  | Рідкісний, залітний | LC          |
| Фрегета чорночерева | Fregetta tropica    | Звичаний            | LC          |

Родина: Буревісникові (Procellariidae)
| Українська назва         | Біноміальна назва     | Статус              | Статус МСОП |
| ------------------------ | --------------------- | ------------------- | ----------- |
| Буревісник гігантський   | Macronectes giganteus | Звичаний, залітний  | LC          |
| Пінтадо                  | Daption capense       | Рідкісний, залітний | LC          |
| Тайфунник довгокрилий    | Pterodroma macroptera | Рідкісний           | LC          |
| Тайфунник м'якоперий     | Pterodroma mollis     |                     | LC          |
| Тайфунник реюньйонський  | Pterodroma baraui     |                     | EN          |
| Пріон широкодзьобий      | Pachyptila vittata    | Рідкісний, залітний | LC          |
| Пріон малий              | Pachyptila salvini    | Рідкісний, залітний | LC          |
| Бульверія тонкодзьоба    | Bulweria bulwerii     | Рідкісний, залітний | LC          |
| Бульверія товстодзьоба   | Bulweria fallax       | Рідкісний, залітний | NT          |
| Буревісник атлантичний   | Calonectris borealis  |                     | LC          |
| Буревісник світлоногий   | Ardenna carneipes     |                     | NT          |
| Буревісник клинохвостий  | Ardenna pacifica      | Рідкісний, залітний | LC          |
| Буревісник реюньйонський | Puffinus bailloni     | Рідкісний, залітний | LC          |

## Лелекоподібні(Ciconiiformes)
Родина: Лелекові (Ciconiidae)
| Українська назва              | Біноміальна назва      | Статус                       | Статус МСОП |
| ----------------------------- | ---------------------- | ---------------------------- | ----------- |
| Лелека-молюскоїд африканський | Anastomus lamelligerus | Гніздовий                    | LC          |
| Лелека-тантал африканський    | Mycteria ibis          | Локально поширений, звичаний | LC          |

## Сулоподібні(Suliformes)
Родина: Фрегатові (Fregatidae)
| Українська назва      | Біноміальна назва | Статус              | Статус МСОП |
| --------------------- | ----------------- | ------------------- | ----------- |
| Фрегат-арієль         | Fregata ariel     | Рідкісний, залітний | LC          |
| Фрегат тихоокеанський | Fregata minor     | Рідкісний, залітний | LC          |

Родина: Сулові (Sulidae)
| Українська назва | Біноміальна назва | Статус               | Статус МСОП |
| ---------------- | ----------------- | -------------------- | ----------- |
| Сула жовтодзьоба | Sula dactylatra   | Рідкісний, залітний  | LC          |
| Сула білочерева  | Sula leucogaster  | Рідкісний, гніздовий | LC          |
| Сула червононога | Sula sula         | Рідкісний, залітний  | LC          |

Родина: Змієшийкові (Anhingidae)
| Українська назва      | Біноміальна назва | Статус    | Статус МСОП |
| --------------------- | ----------------- | --------- | ----------- |
| Змієшийка африканська | Anhinga rufa      | Гніздовий | LC          |

Родина: Бакланові (Phalacrocoracidae)
| Українська назва    | Біноміальна назва    | Статус    | Статус МСОП |
| ------------------- | -------------------- | --------- | ----------- |
| Баклан африканський | Microcarbo africanus | Гніздовий | LC          |

## Пеліканоподібні(Pelecaniformes)
Родина: Пеліканові (Pelecanidae)
| Українська назва     | Біноміальна назва   | Статус              | Статус МСОП |
| -------------------- | ------------------- | ------------------- | ----------- |
| Пелікан африканський | Pelecanus rufescens | Рідкісний, залітний | LC          |

Родина: Молотоголовові (Scopidae)
| Українська назва | Біноміальна назва | Статус    | Статус МСОП |
| ---------------- | ----------------- | --------- | ----------- |
| Молотоголов      | Scopus umbretta   | Гніздовий | LC          |

Родина: Чаплеві (Ardeidae)
| Українська назва     | Біноміальна назва     | Статус               | Статус МСОП |
| -------------------- | --------------------- | -------------------- | ----------- |
| Бугайчик звичайний   | Ixobrychus minutus    | Рідкісний, гніздовий | LC          |
| Чапля сіра           | Ardea cinerea         | Звичайний, гніздовий | LC          |
| Чапля чорноголова    | Ardea melanocephala   | Рідкісний, залітний  | LC          |
| Чапля мадагаскарська | Ardea humbloti        | Рідкісний, гніздовий | EN          |
| Чапля руда           | Ardea purpurea        | Звичаний, гніздовий  | LC          |
| Чепура велика        | Ardea alba            | Звичаний, гніздовий  | LC          |
| Чепура мала          | Egretta garzetta      |                      | LC          |
| Чапля рифова         | Egretta gularis       | Рідкісний, залітний  | LC          |
| Чепура чорна         | Egretta ardesiaca     | Звичаний, гніздовий  | LC          |
| Чапля єгипетська     | Bubulcus ibis         | Звичаний, гніздовий  | LC          |
| Чапля жовта          | Ardeola ralloides     | Звичаний, гніздовий  | LC          |
| Чапля синьодзьоба    | Ardeola idae          | Рідкісний, гніздовий | EN          |
| Чапля мангрова       | Butorides striata     | Звичаний, гніздовий  | LC          |
| Квак звичайний       | Nycticorax nycticorax | Рідкісний, гніздовий | LC          |

Родина: Ібісові (Threskiornithidae)
| Українська назва     | Біноміальна назва        | Статус               | Статус МСОП |
| -------------------- | ------------------------ | -------------------- | ----------- |
| Коровайка бура       | Plegadis falcinellus     | Звичаний, гніздовий  | LC          |
| Ібіс чубатий         | Lophotibis cristata      | Рідкісний, гніздовий | NT          |
| Ібіс священний       | Threskiornis aethiopicus | Рідкісний, залітний  | LC          |
| Ібіс мадагаскарський | Threskiornis bernieri    | Рідкісний, гніздовий | EN          |
| Косар африканський   | Platalea alba            | Рідкісний, гніздовий | LC          |

## Яструбоподібні(Accipitriformes)
Родина: Скопові (Pandionidae)
| Українська назва | Біноміальна назва | Статус              | Статус МСОП |
| ---------------- | ----------------- | ------------------- | ----------- |
| Скопа            | Pandion haliaetus | Рідкісний, залітний | LC          |

Родина: Яструбові (Accipitridae)
| Українська назва       | Біноміальна назва          | Статус              | Статус МСОП |
| ---------------------- | -------------------------- | ------------------- | ----------- |
| Шуліка чорноплечий     | Elanus caeruleus           | Рідкісний, залітний | LC          |
|                        | Polyboroides typus         |                     | LC          |
|                        | Polyboroides radiatus      |                     | LC          |
| Змієїд мадагаскарський | Eutriorchis astur          |                     | EN          |
| Шуляк мадагаскарський  | Aviceda madagascariensis   |                     | LC          |
| Шуліка-широкорот       | Macheiramphus alcinus      |                     | LC          |
| Орел довгочубий        | Lophaetus occipitalis      | Рідкісний, залітний | LC          |
| Лунь очеретяний        | Circus aeruginosus         | Рідкісний, залітний | LC          |
|                        | Circus macrosceles         |                     | EN          |
| Лунь степовий          | Circus macrourus           | Рідкісний, залітний | NT          |
| Яструб коморський      | Accipiter francesii        |                     | LC          |
| Яструб мадагаскарський | Accipiter madagascariensis |                     | NT          |
| Яструб брунатний       | Accipiter henstii          |                     | NT          |
| Шуліка чорний          | Milvus migrans             |                     | LC          |
|                        | Haliaeetus vociferoides    |                     | CR          |
|                        | Buteo brachypterus         |                     | LC          |

## Совоподібні(Strigiformes)
Родина: Сипухові (Tytonidae)
| Українська назва      | Біноміальна назва | Статус | Статус МСОП |
| --------------------- | ----------------- | ------ | ----------- |
| Сипуха крапчаста      | Tyto alba         |        | LC          |
| Сипуха мадагаскарська | Tyto soumagnei    |        | VU          |

Родина: Совові (Strigidae)
| Українська назва       | Біноміальна назва     | Статус               | Статус МСОП |
| ---------------------- | --------------------- | -------------------- | ----------- |
| Сплюшка африканська    | Otus senegalensis     | Рідкісний/випадковий | LC          |
| Сплюшка мадагаскарська | Otus rutilus          |                      | LC          |
| Тороторока             | Otus madagascariensis |                      |             |
| Сич мадагаскарський    | Athene superciliaris  |                      | LC          |
| Сова мадагаскарська    | Asio madagascariensis |                      | LC          |
| Сова африканська       | Asio capensis         |                      | LC          |

## Leptosomiformes
Родина: Кіромбові (Leptosomidae)
| Українська назва | Біноміальна назва   | Статус | Статус МСОП |
| ---------------- | ------------------- | ------ | ----------- |
| Кіромбо          | Leptosomus discolor |        | LC          |

## Bucerotiformes
Родина: Одудові (Upupidae)
| Українська назва     | Біноміальна назва | Статус | Статус МСОП |
| -------------------- | ----------------- | ------ | ----------- |
| Одуд                 | Upupa epops       |        | LC          |
| Одуд мадагаскарський | Upupa marginata   |        | LC          |

## Сиворакшоподібні(Coraciiformes)
Родина: Рибалочкові (Alcedinidae)
| Українська назва                   | Біноміальна назва            | Статус               | Статус МСОП |
| ---------------------------------- | ---------------------------- | -------------------- | ----------- |
| Рибалочка діадемовий               | Corythornis cristatus        |                      | LC          |
| Рибалочка малагасійський           | Corythornis vintsioides      | Звичайний, гніздовий | LC          |
| Рибалочка-крихітка мадагаскарський | Corythornis madagascariensis | Звичайний, гніздовий | LC          |

Родина: Бджолоїдкові (Meropidae)
| Українська назва    | Біноміальна назва    | Статус              | Статус МСОП |
| ------------------- | -------------------- | ------------------- | ----------- |
| Бджолоїдка оливкова | Merops superciliosus |                     | LC          |
| Бджолоїдка звичайна | Merops apiaster      | Рідкісний, залітний | LC          |

Родина: Сиворакшові (Coraciidae)
| Українська назва       | Біноміальна назва    | Статус | Статус МСОП |
| ---------------------- | -------------------- | ------ | ----------- |
| Широкорот африканський | Eurystomus glaucurus |        | LC          |

Родина: Підкіпкові (Brachypteraciidae)
| Українська назва     | Біноміальна назва          | Статус    | Статус МСОП |
| -------------------- | -------------------------- | --------- | ----------- |
| Підкіпка коротконога | Brachypteracias leptosomus | Гніздовий | VU          |
| Підкіпка чорновуса   | Geobiastes squamiger       | Гніздовий | VU          |
| Підкіпка білогорла   | Atelornis pittoides        | Гніздовий | LC          |
| Підкіпка рудоголова  | Atelornis crossleyi        | Гніздовий | NT          |
| Підкіпка довгохвоста | Uratelornis chimaera       | Гніздовий | VU          |

## Соколоподібні(Falconiformes)
Родина: Соколові (Falconidae)
| Українська назва          | Біноміальна назва | Статус               | Статус МСОП |
| ------------------------- | ----------------- | -------------------- | ----------- |
| Боривітер мадагаскарський | Falco newtoni     | Гніздовий            | LC          |
| Боривітер смугастогрудий  | Falco zoniventris | Рідкісний, гніздовий | LC          |
| Підсоколик Елеонори       | Falco eleonorae   | Зимуючий             | LC          |
| Підсоколик сірий          | Falco concolor    | Зимуючий             | VU          |
| Сапсан                    | Falco peregrinus  | Рідкісний, гніздовий | LC          |

## Папугоподібні(Psittaciformes)
Родина: Psittaculidae
| Українська назва      | Біноміальна назва | Статус | Статус МСОП |
| --------------------- | ----------------- | ------ | ----------- |
| Папужець-ваза великий | Coracopsis vasa   |        | LC          |
| Папужець-ваза малий   | Coracopsis nigra  |        | LC          |
| Нерозлучник сизий     | Agapornis canus   |        | LC          |

## Горобцеподібні(Passeriformes)
Родина: Асітові (Philepittidae)
| Українська назва        | Біноміальна назва       | Статус | Статус МСОП |
| ----------------------- | ----------------------- | ------ | ----------- |
| Асіті чорний            | Philepitta castanea     |        | LC          |
| Асіті жовточеревий      | Philepitta schlegeli    |        | NT          |
| Голобров довгодзьобий   | Neodrepanis coruscans   |        | LC          |
| Голобров короткодзьобий | Neodrepanis hypoxanthus |        | VU          |

Родина: Личинкоїдові (Campephagidae)
| Українська назва        | Біноміальна назва   | Статус | Статус МСОП |
| ----------------------- | ------------------- | ------ | ----------- |
| Шикачик мадагаскарський | Ceblepyris cinereus |        | LC          |

Родина: Вивільгові (Oriolidae)
| Українська назва  | Біноміальна назва | Статус              | Статус МСОП |
| ----------------- | ----------------- | ------------------- | ----------- |
| Вивільга звичайна | Oriolus oriolus   | Рідкісний, залітний | LC          |

Родина: Вангові (Vangidae)
| Українська назва            | Біноміальна назва            | Статус                        | Статус МСОП |
| --------------------------- | ---------------------------- | ----------------------------- | ----------- |
| Лемурка буролоба            | Newtonia archboldi           |                               | LC          |
| Лемурка сіра                | Newtonia brunneicauda        |                               | LC          |
| Лемурка бура                | Newtonia amphichroa          |                               | LC          |
| Лемурка рудохвоста          | Newtonia fanovanae           |                               | VU          |
| Кінкімаво                   | Tylas eduardi                |                               | LC          |
| Ванга рудохвоста            | Calicalicus madagascariensis | Звичаний, гніздовий           | LC          |
| Ванга маскова               | Calicalicus rufocarpalis     | Рідкісний, гніздовий          | VU          |
| Ванга червонодзьоба         | Hypositta corallirostris     |                               | LC          |
| Ванга строката              | Leptopterus chabert          |                               | LC          |
| Тимелія мадагаскарська      | Mystacornis crossleyi        |                               | LC          |
| Ванга блакитна              | Cyanolanius madagascarinus   |                               | LC          |
| Ванга гачкодзьоба           | Vanga curvirostris           |                               | LC          |
| Приріт мадагаскарський      | Pseudobias wardi             | Локально поширений, гніздовий | LC          |
| Ванга руда                  | Schetba rufa                 |                               | LC          |
| Ванга товстодзьоба          | Euryceros prevostii          |                               | VU          |
| Ванга чорна                 | Oriolia bernieri             |                               | EN          |
| Ванга серподзьоба           | Falculea palliata            |                               | LC          |
| Ванга білоголова            | Artamella viridis            |                               | LC          |
| Ванга-вузькодзьоб східна    | Xenopirostris polleni        |                               | NT          |
| Ванга-вузькодзьоб пустельна | Xenopirostris xenopirostris  |                               | LC          |
| Ванга-вузькодзьоб білогорла | Xenopirostris damii          |                               | EN          |

Родина: Дронгові (Dicruridae)
| Українська назва | Біноміальна назва   | Статус              | Статус МСОП |
| ---------------- | ------------------- | ------------------- | ----------- |
| Дронго чубатий   | Dicrurus forficatus | Звичаний, гніздовий | LC          |

Родина: Монархові (Monarchidae)
| Українська назва                  | Біноміальна назва  | Примітки            | Статус МСОП |
| --------------------------------- | ------------------ | ------------------- | ----------- |
| Монарх-довгохвіст мадагаскарський | Terpsiphone mutata | Звичаний, гніздовий | LC          |

Родина: Воронові (Corvidae)
| Українська назва | Біноміальна назва | Статус               | Статус МСОП |
| ---------------- | ----------------- | -------------------- | ----------- |
| Ворона індійська | Corvus splendens  | Рідкісний, залітний  | LC          |
| Крук строкатий   | Corvus albus      | Звичайний, гніздовий | LC          |

Родина: Жайворонкові (Alaudidae)
| Українська назва       | Біноміальна назва | Статус | Статус МСОП |
| ---------------------- | ----------------- | ------ | ----------- |
| Фірлюк мадагаскарський | Eremopterix hova  |        | LC          |

Родина: Тамікові (Cisticolidae)
| Українська назва      | Біноміальна назва    | Статус | Статус МСОП |
| --------------------- | -------------------- | ------ | ----------- |
| Ереса сірошия         | Neomixis tenella     |        | LC          |
| Ереса зелена          | Neomixis viridis     |        | LC          |
| Ереса смугастогорла   | Neomixis striatigula |        | LC          |
| Таміка мадагаскарська | Cisticola cherinus   |        | LC          |

Родина: Очеретянкові (Acrocephalidae)
| Українська назва          | Біноміальна назва    | Статус | Статус МСОП |
| ------------------------- | -------------------- | ------ | ----------- |
| Цикіріті мадагаскарський  | Nesillas typica      |        | LC          |
| Цикіріті пустельний       | Nesillas lantzii     |        | LC          |
| Очеретянка мадагаскарська | Acrocephalus newtoni |        | LC          |

Родина: Кобилочкові (Locustellidae)
| Українська назва | Біноміальна назва    | Статус | Статус МСОП |
| ---------------- | -------------------- | ------ | ----------- |
| Емухвіст         | Bradypterus brunneus |        | LC          |
| Багник           | Bradypterus seebohmi |        | LC          |

Родина: Bernieridae
| Українська назва      | Біноміальна назва             | Статус | Статус МСОП |
| --------------------- | ----------------------------- | ------ | ----------- |
| Фодитані білогорлий   | Oxylabes madagascariensis     |        | LC          |
| Малагасійник          | Bernieria madagascariensis    |        | LC          |
| Мадагаскарка          | Cryptosylvicola randriansoloi |        | LC          |
| Джері                 | Hartertula flavoviridis       |        | NT          |
| Киритіка              | Thamnornis chloropetoides     |        | LC          |
| Фодитані жовтобровий  | Crossleyia xanthophrys        |        | NT          |
| Тетрака короткодзьоба | Xanthomixis zosterops         |        | LC          |
| Тетрака реліктова     | Xanthomixis apperti           |        | VU          |
| Тетрака малагасійська | Xanthomixis tenebrosus        |        | VU          |
| Тетрака сіроголова    | Xanthomixis cinereiceps       |        | NT          |
| Рандія                | Randia pseudozosterops        |        | LC          |

Родина: Ластівкові (Hirundinidae)
| Українська назва  | Біноміальна назва | Статус              | Статус МСОП |
| ----------------- | ----------------- | ------------------- | ----------- |
| Riparia cowani    |                   |                     | LC          |
| Ластівка берегова | Riparia riparia   | Рідкісний, залітний | LC          |
| Мурівка світла    | Phedina borbonica |                     | LC          |
| Ластівка сільська | Hirundo rustica   | Рідкісний, залітний | LC          |
| Ластівка міська   | Delichon urbicum  | Рідкісний, залітний | LC          |

Родина: Бюльбюлеві (Pycnonotidae)
| Українська назва        | Біноміальна назва           | Статус | Статус МСОП |
| ----------------------- | --------------------------- | ------ | ----------- |
| Горована мадагаскарська | Hypsipetes madagascariensis |        | LC          |

Родина: Окулярникові (Zosteropidae)
| Українська назва          | Біноміальна назва        | Статус | Статус МСОП |
| ------------------------- | ------------------------ | ------ | ----------- |
| Окулярник мадагаскарський | Zosterops maderaspatanus |        | LC          |

Родина: Шпакові (Sturnidae)
| Українська назва     | Біноміальна назва    | Статус                    | Статус МСОП |
| -------------------- | -------------------- | ------------------------- | ----------- |
| Шпак жовтоголовий    | Creatophora cinerea  | Рідкісний, залітний       | LC          |
| Майна індійська      | Acridotheres tristis | Інтродукований, поширений | LC          |
| Мерл мадагаскарський | Hartlaubius auratus  | Поширений                 | LC          |

Родина: Мухоловкові (Muscicapidae)
| Українська назва      | Біноміальна назва        | Статус              | Статус МСОП |
| --------------------- | ------------------------ | ------------------- | ----------- |
| Шама мадагаскарська   | Copsychus albospecularis |                     | LC          |
| Нагірник струмковий   | Monticola sharpei        |                     | LC          |
| Нагірник прибережний  | Monticola imerina        |                     | LC          |
| Трав'янка чорноголова | Saxicola torquatus       |                     | LC          |
| Кам'янка звичайна     | Oenanthe oenanthe        | Рідкісний, залітний | LC          |

Родина: Нектаркові (Nectariniidae)
| Українська назва      | Біноміальна назва  | Статус | Статус МСОП |
| --------------------- | ------------------ | ------ | ----------- |
| Маріка мадагаскарська | Cinnyris sovimanga |        | LC          |
| Маріка зелена         | Cinnyris notatus   |        | LC          |

Родина: Ткачикові (Ploceidae)
| Українська назва       | Біноміальна назва       | Статус    | Статус МСОП |
| ---------------------- | ----------------------- | --------- | ----------- |
| Ткачик мадагаскарський | Ploceus nelicourvi      | Поширений | LC          |
| Сакалава               | Ploceus sakalava        |           | LC          |
| Фуді червоний          | Foudia madagascariensis | Поширений | LC          |
| Фуді лісовий           | Foudia omissa           | Звичайний | LC          |

Родина: Астрильдові (Estrildidae)
| Українська назва     | Біноміальна назва | Статус                             | Статус МСОП |
| -------------------- | ----------------- | ---------------------------------- | ----------- |
| Астрильд смугастий   | Estrilda astrild  | Інтродукований, локально поширений | LC          |
| Мунія мадагаскарська | Lepidopygia nana  | Поширений                          | LC          |

Родина: Горобцеві (Passeridae)
| Українська назва | Біноміальна назва | Статус | Статус МСОП |
| ---------------- | ----------------- | ------ | ----------- |
| Горобець хатній  | Passer domesticus |        | LC          |

Родина: Плискові (Motacillidae)
| Українська назва      | Біноміальна назва      | Статус | Статус МСОП |
| --------------------- | ---------------------- | ------ | ----------- |
| Плиска мадагаскарська | Motacilla flaviventris |        | LC          |